# Argamasilla de Alba
Argamasilla de Alba è un comune spagnolo di 7 110 abitanti situato nella comunità autonoma di Castiglia-La Mancia.